# Jamalepidosis alienigena
Jamalepidosis alienigena är en tvåvingeart som beskrevs av Boris Mamaev och Zaitzev 1997. Jamalepidosis alienigena ingår i släktet Jamalepidosis och familjen gallmyggor. Inga underarter finns listade i Catalogue of Life.